# Distretto del Kameng Orientale
Il distretto del Kameng Orientale è un distretto dell'Arunachal Pradesh, in India. Il suo capoluogo è Seppa.
Confina ad ovest con il distretto del Kameng Occidentale, a nord con il Tibet e ad est con i distretti di Kurung Kumey (creato nel 2001 dividendo il distretto del Basso Subansiri) e di Papum Pare, a sud confina con lo stato dell'Assam (distretto di Sonitpur).

## Geografia
Fatta eccezione per una modesta area pianeggiante nella parte meridionale l'intero territorio del distretto è montuoso caratterizzato da strette gole che si aprono in ampie vallate. 
A causa della conformazione del territorio i collegamenti sono molto difficoltosi, pochissime le strade asfaltate o carrabili.